# Omid Memar
Omid Memar (* 8. Oktober 1999 in Wien) ist ein österreichischer Schauspieler.

## Leben
Omid Memar, der bilingual mit Französisch und Persisch als Muttersprache aufwuchs, steht seit 2014 für Film- und TV-Produktionen vor der Kamera. Ohne vorher Filmerfahrung zu haben, gab er sein Kinodebüt als jugendlicher Taschendieb und Straßenjunge Auni in dem deutschen Spielfilm Fünf Freunde 4, der im Januar 2015 in die Kinos kam.
Es folgten einige Kurzfilme und Episodenrollen in den TV-Serien SOKO München (2016, als tatverdächtiger Schüler Massoud Abadi, der in eine junge, streitbare Lehrerin verliebt ist) und Morden im Norden (2017, als syrischer Flüchtlingsjunge Said Ayan).
In dem Thriller 7500 von Patrick Vollrath, der im August 2019 beim Locarno Festival seine Premiere hatte und im Dezember 2019 in die deutschen Kinos kam, spielte er Vedat, den 18-jährigen Komplizen des Flugzeugentführers Kenan (Murathan Muslu). Für seine Darstellung des Vedat in 7500 wurde er im Rahmen der Verleihung des Österreichischen Filmpreises 2021 in der Kategorie Beste männliche Nebenrolle ausgezeichnet. In der ZDF-Serie Blutige Anfänger (2020) hatte er eine Serienrolle als Bassam Malouf, der Sohn des Leiters der Mordkommission Sami Malouf (Neil Malik Abdullah), der bei einem Fall, in dem sein Vater ermittelt, unter Mordverdacht gerät. In dem österreichischen Fernsehfilm Vier Saiten (2020) spielte er als musikalisch hochbegabter, syrischer Kriegsflüchtling Hamid Mussa eine der Hauptrollen.
Memar spielt in seiner Freizeit Klavier, Fußball und Tennis. Zu seinen Hobbys gehören Biken und Laufen. Er lebt in München.

## Filmografie
- 2015: Fünf Freunde 4 (Kinofilm)
- 2016: Invention of Trust (Kurzfilm)
- 2016: In Our Country (Kurzfilm)
- 2016: SOKO München: Die rote Bank (Fernsehserie, eine Folge)
- 2017: Morden im Norden: Hass (Fernsehserie, eine Folge)
- 2017: Scatterlings (Kurzfilm)
- 2018: Tatort: Sonnenwende (Fernsehreihe)
- 2019: Der Fall Collini (Kinofilm)
- 2019: M – Eine Stadt sucht einen Mörder (Fernsehserie)
- 2019: 7500 (Kinofilm)
- 2020: Blutige Anfänger (Fernsehserie, Folgen 5/11/12)
- 2020: Vier Saiten (Fernsehfilm)
- 2024: SOKO Linz – Signature Styles (Fernsehserie, eine Folge)

## Auszeichnungen
- Österreichischer Filmpreis 2021 – Auszeichnung in der Kategorie Beste männliche Nebenrolle für 7500[10]